# Тибетские анналы

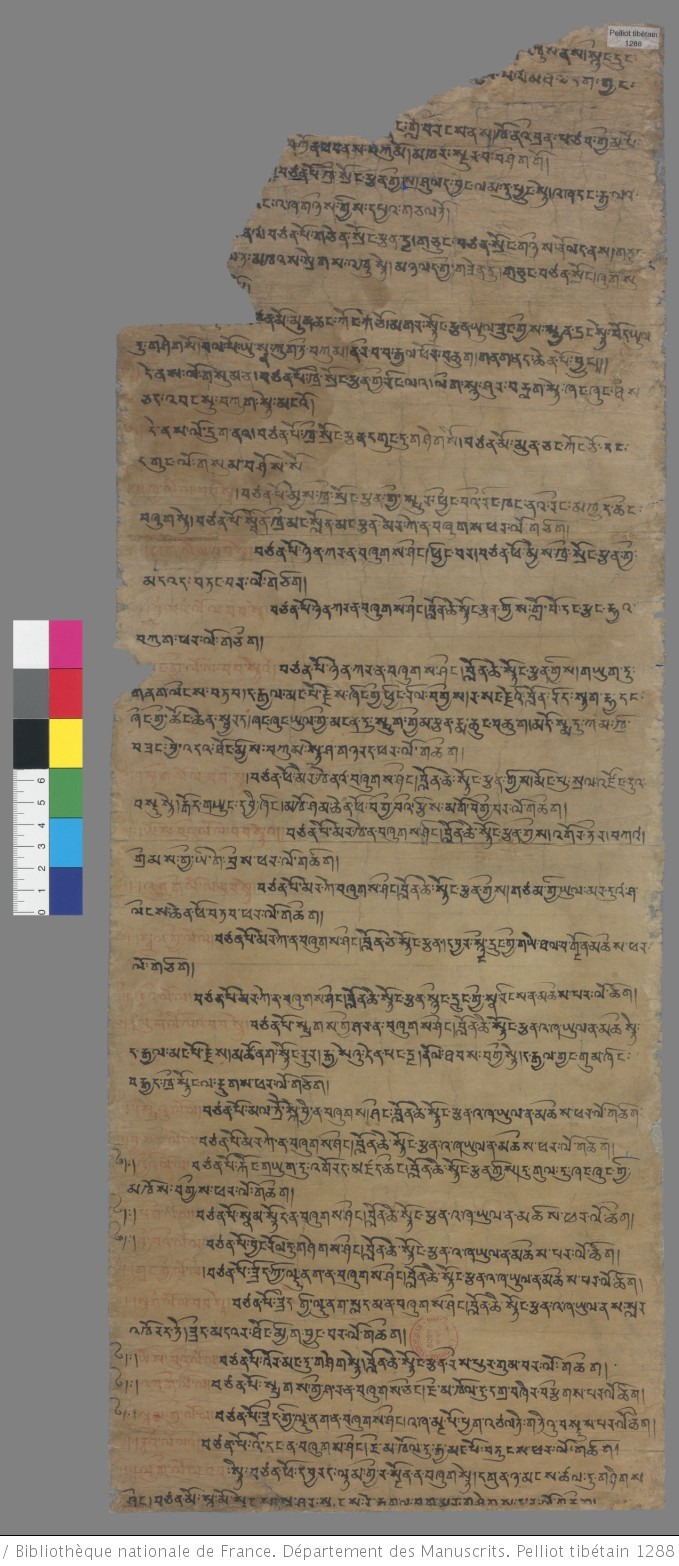
Первая страница Pelliot tibétain 1288

Тибетские или Древнетибетские анналы — два манускрипта, написанные на древнетибетском языке и обнаруженные вместе с другими рукописями, включая Древнетибетскую хронику, в начале XX века в забытой библиотеке в пещерах Могао около Дуньхуана, которая как считается была запечатана в XI веке. Они помогают воссоздать раннюю историю Тибета. Изначально являлись одним свитком.

## Открытие
Огромное количество древних рукописей на разнообразных языках было обнаружено М. А. Стейном и Полем Пеллио в известной запечатанной пещере-библиотеке № 17. Среди этих т. н. дуньхуанских рукописей были обнаружены Тибетские анналы и Древнетибетская хроника.
Эти два манускрипта, обозначенные как Pelliot tibétain 1288 в Национальной библиотеке в Париже и IOL Tib J 750 в Британской библиотеке в Лондоне, изначально были одним свитком, 4,34 метра длиной и 0,258 метра шириной, состоявшим из 307 строк. Разделение свитка прошло по 53 строке. Начало и конец утрачены.

## Содержание
Анналы начинаются с очень краткого описания событий, относящихся к правлению Сонгцэна Гампо, первого тибетского императора. Так, сначала изложение идет со времени прибытия китайской принцессы Вэньчэн (643 год н. э.) до смерти Сонгцэна Гампо в 650 году, далее кратко, год за годом повествуется о периоде с 650 по 764 год. Написание данных анналов продолжалось и после этой даты, но сохранилось только несколько маленьких фрагментов. Даты написаны красными чернилами, уже сильно выцветшими.
В Тибетских анналах запечатлён один из этапов тибетской истории — образование и развитие империи. Также сведения из этого памятника предоставляют возможности проверки и датировки событий, упомянутых в более поздних тибетских и китайских исторических текстах.
Ни анналы, ни хроника не упоминают о буддизме в правление Сонгцэна Гампо. Однако хроника сообщает, что во время правления царя Тисонга Децэна (755 — около 797): «несравненная религия Будды была принята, и в центре, а также на окраинах страны были вихары (монастыри)».